# Distriktsrabbinat Kriegshaber
Das Distriktsrabbinat Kriegshaber entstand nach den Vorschriften des bayerischen Judenedikts von 1813 in Kriegshaber, einem Stadtteil von Augsburg.
Nach der 1861 erfolgten Gründung der jüdischen Gemeinde Augsburg wurde 1862 das Distriktsrabbinat Kriegshaber nach Augsburg verlegt.

## Aufgaben
Die Aufgaben umfassten Beratungen über Schulangelegenheiten, die Verwaltung von Stiftungen und die Verteilung von Almosen. Zur Finanzierung der Distriktsrabbinate wurden Umlagen von den einzelnen jüdischen Gemeinden bezahlt.

## Gemeinden des Distriktsrabbinats
- Jüdische Gemeinde Kriegshaber
- Jüdische Gemeinde Pfersee
- Jüdische Gemeinde Steppach

## Distriktsrabbiner
- vorher Pinkus Skutsch
- 1820 bis 1857: Aaron Guggenheimer (* um 1793; gest. 1872)